# Колпаково (Луганская область)
Колпаково (укр. Ковпакове) — посёлок, относится к Антрацитовскому району Луганской области Украины. Под контролем самопровозглашённой Луганской Народной Республики.

## География
Посёлок расположен на реке под названием Большая Каменка. Соседние населённые пункты: посёлок Щётово и город Антрацит на юге, посёлки Степовое, Мельниково, Христофоровка на юго-западе, Лесное на западе, Казаковка, Орловское на западе, Червоная Поляна на севере (выше по течению Большой Каменки), Зеленодольское (ниже по течению Большой Каменки) на востоке, Каменное и село Зелёный Курган на юго-востоке.

## Население
Население посёлка по переписи 2001 года составляло 1036 человек.

## Общие сведения
Почтовый индекс — 94664. Телефонный код — 6431. Занимает площадь 2,115 км². Код КОАТУУ — 4420387703.

## Местный совет
94660, Луганская обл., Антрацитовский р-н, с. Червоная Поляна, ул. Первомайская, д. 6